# Quai Branly
Quai Branly (Branlyho nábřeží) je nábřeží v Paříži. Nachází se v 7. a 15. obvodu.

## Poloha
Nábřeží leží na levém břehu řeky Seiny mezi mosty Alma a Bir-Hakeim. Mezi nimi na nábřeží vedou ještě mosty Iéna a Debilly. Quai Branly začíná na náměstí Place de la Résistance, kde na něj proti proudu navazuje Quai d'Orsay a končí na náměstí Place des Martyrs-Juifs-du-Vélodrome-d'Hiver, odkud dále pokračuje Quai de Grenelle. Podél Seiny se nacházejí přístavy Port de Bourdonnais (mezi mosty Alma a Iéna) a Port de Souffren (mezi mosty Iéna a Bir-Hakeim).

## Historie
Oblast podél řeky mezi Invalidovnou a Champ-de-Mars byla původně ostrovem Maquerelle, který byl postupně na konci 18. a na počátku 19. století spojen s levým břehem.
Nábřeží bylo nejprve součástí Quai d'Orsay. V roce 1941 byla část nábřeží přejmenována na Quai Branly na počest francouzského fyzika Édouarda Branlyho (1844–1940). Toto rozhodnutí bylo respektováno i po osvobození Francie.

## Zajímavé stavby
- Palais de l'Alma
- Musée du quai Branly
- Eiffelova věž na Champ-de-Mars
- Dům japonské kultury v Paříži
- Národní památník Alžírské války a bojů v Maroku a Tunisku (Mémorial national de la guerre d'Algérie et des combats du Maroc et de la Tunisie